# Донской район (Москва)
Донско́й райо́н (Донско́й) — район на северо-западе Южного административного округа Москвы, которому соответствует внутригородское муниципальное образование муниципальный округ Донской.
Граничит с Центральным и Юго-Западным округами, а также с районами Якиманка, Даниловский, Нагатино-Садовники, Нагорный, Котловка, Академический и Гагаринский.

## Показатели района
По данным на 2010 год площадь территории района составляет 572,85 га. Население — 51 291 чел. (2024). Плотность населения — 8302,3 чел./км², площадь жилого фонда — 1094 тыс. м² (2010 год).

## История

### Создание района
В ходе административной реформы 1991 года были созданы муниципальные округа «Загородный» и «Донской», которые входили в состав Южного административного округа Москвы. 24 мая 1995 года муниципальный округ «Загородный» был включён в состав муниципального округа «Донской», который после принятия 5 июля 1995 году закона «О территориальном делении города Москвы» получил статус района Москвы и название «Донской».

## Границы района
Границы Донского района определяются законом «О территориальном делении города Москвы» и согласно ему проходят:
по оси полосы отвода Малого кольца МЖД, далее по северо-восточным границам полос отвода Малого кольца МЖД и Третьего транспортного кольца, южной и юго-восточной границам территории Нескучного сада, далее по северо-западной и северо-восточной границам домовладения № 12 по Ленинскому проспекту, осям: Ленинского проспекта, улицы Академика Петровского, улицы Шаболовки, Конного переулка, Хавской улицы, улицы Шухова, улицы Шаболовки, 1-го Рощинского проезда, северной и северо-восточной границам территории Даниловского кладбища, оси Духовского переулка, осям: развязки Третьего транспортного кольца и Автозаводского моста, оси русла реки Москвы до Малого кольца МЖД.

## Парки и скверы
Парк у пруда Бекет — зона отдыха на Загородном шоссе, вл.2. В начале XIX века на этом месте было имение коллекционера Ивана Бекетова. Тут был загородный дом с прудом, оранжереей и зимним садом. В 2019 году парк обновили в рамках программы «Мой район»: высадили цветы и кустарники, установили скамейки и садовые диваны-качели. Две спортивные зоны, на одной из которых есть тренажеры, брусья и турники. Также в парке есть сохранившийся памятник природы — «Родник у пруда Бекет».
Народный парк «Южный дворик» (другое название — «Южный скверик») находится в районе дома № 2 на Варшавском шоссе. Создан на месте пустыря. В промежутке с 2017 по 2019 гг. здесь прошло масштабное благоустройство. В парке выложили плиткой пешеходные дорожки, установили лавочки, беседки, детские игровые комплексы, площадки со спортивным оборудованием. Парк украшают белоснежная ротонда и большой цветник с часами.
Народный парк «Бульвар архитекторов» — открылся 5 июня 2016 года. Тематика была выбрана не случайно: бульвар начинается у памятника конструктивизму — дома-коммуны на улице Орджоникидзе, и проходит рядом с общежитием Московского архитектурного института. В парке можно найти работы Василия Баженова, Матвея Казакова, Андрея Бурова, Ивана Жолтовского и других. В парке установлены качели-коконы, детские площадки и воркаут-зона.
Сквер у Донского монастыря — находится по адресу Дальний переулок, д.2. Зона отдыха с заасфальтированными дорожками, скамейками, газонами и цветниками. Также здесь есть оборудованная детская площадка. Сквер примыкает к главному символу района — Донскому ставропигиальному мужскому монастырю, основанному в 1593-м году.
Донской сквер — зона отдыха между ул. Донская и 3-м Донским проездом. Дорожки в сквере выложены плиткой, здесь установлены скамейки, детские площадки с резиновым покрытием и игровым оборудованием.
Детский парк на Загородном шоссе — расположен вдоль Загородного шоссе и примыкает к парку у пруда Бекет. В 2018 году парк обновили, существующие детские площадки отреставрировали и установили новые. В общей сложности на территории парка 6 детских площадок. Здесь капитально отремонтировали спортивную площадку, установили летнюю эстраду, беседки, скамейки, высадили деревья и кустарники, оборудовали цветники.

## Население
| 2002    | 2010    | 2012    | 2013    | 2014    | 2015    | 2016    |
| ------- | ------- | ------- | ------- | ------- | ------- | ------- |
| 45 447  | ↗48 441 | ↗48 817 | ↗50 079 | ↗51 308 | ↗51 461 | ↗51 643 |
| 2017    | 2018    | 2019    | 2020    | 2021    | 2023    | 2024    |
| ↗51 701 | ↗51 829 | ↗51 894 | ↗52 037 | ↗52 861 | ↘51 967 | ↘51 291 |

### Национальный состав
По итогам переписи населения 2020 года проживали следующие национальности (национальности менее 0,1 % и другое, см. в сноске к строке «Другие»):
| Национальность | Численность, чел. | Доля     |
| -------------- | ----------------- | -------- |
| Русские        | 33 266            | 62,93 %  |
| Армяне         | 306               | 0,58 %   |
| Татары         | 207               | 0,39 %   |
| Украинцы       | 192               | 0,36 %   |
| Грузины        | 175               | 0,33 %   |
| Азербайджанцы  | 134               | 0,25 %   |
| Евреи          | 126               | 0,24 %   |
| Чеченцы        | 72                | 0,14 %   |
| Другие         | 18 383            | 34,78 %  |
| Итого          | 52 861            | 100,00 % |

## Образование
На территории района расположены 5 общеобразовательных школ и 7 детских садов.

## Религия
В районе есть четыре действующих православных храма:
- Храм Ризоположения на Донской
- Храм Сошествия Духа Святого на Даниловском кладбище
- Храм святителя Алексия при ЦКБ МП
- Храм иконы Божией Матери «Всех скорбящих Радость» при Московской городской клинической психиатрической больнице им. Н. А. Алексеева

Храмы входят в состав Даниловского благочиния Московской городской епархии Русской православной церкви. Также на территории района расположен Донской ставропигиальный мужской монастырь.

Храмы Донского района Москвы
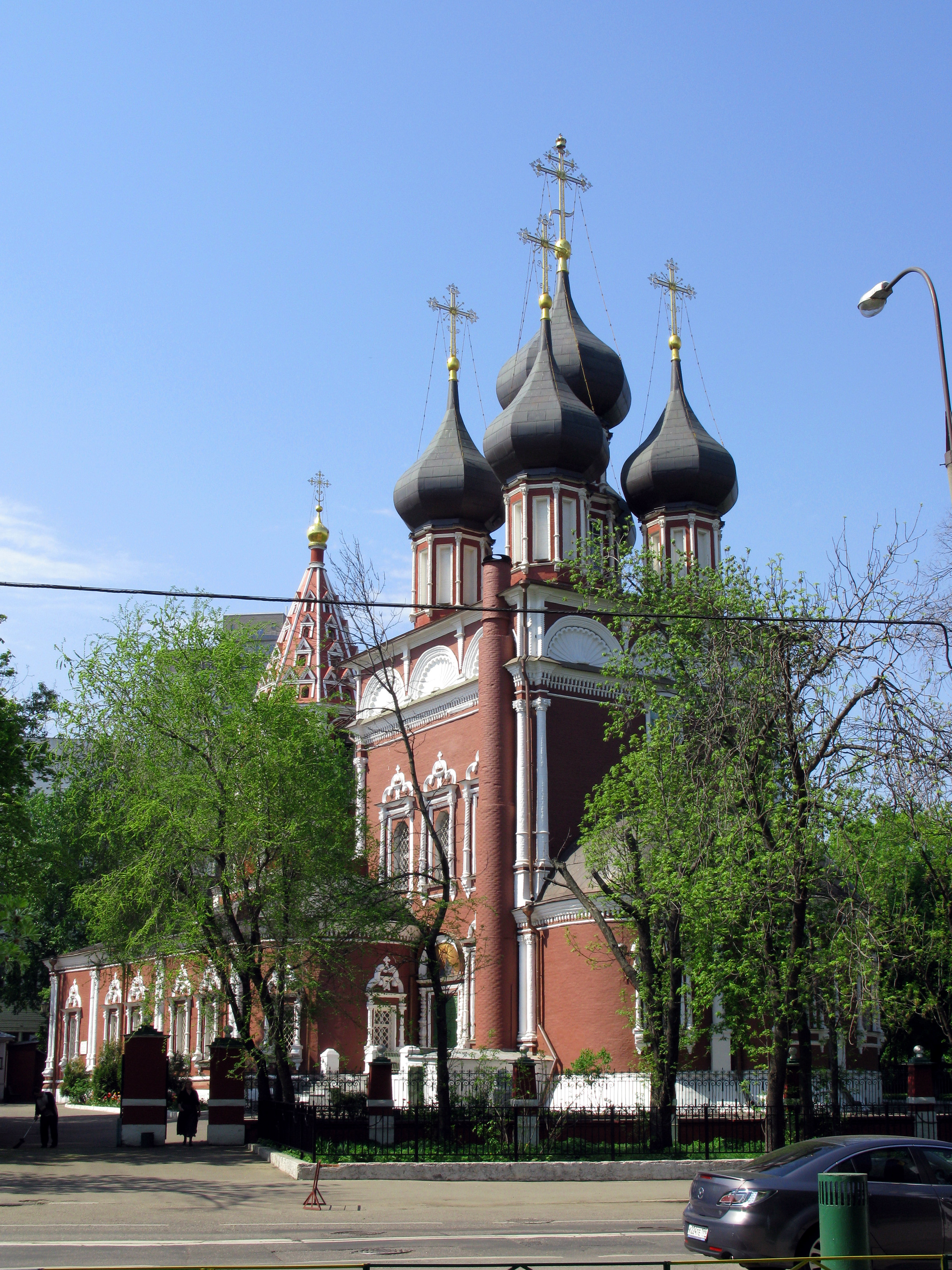
Храм Ризоположения на Донской
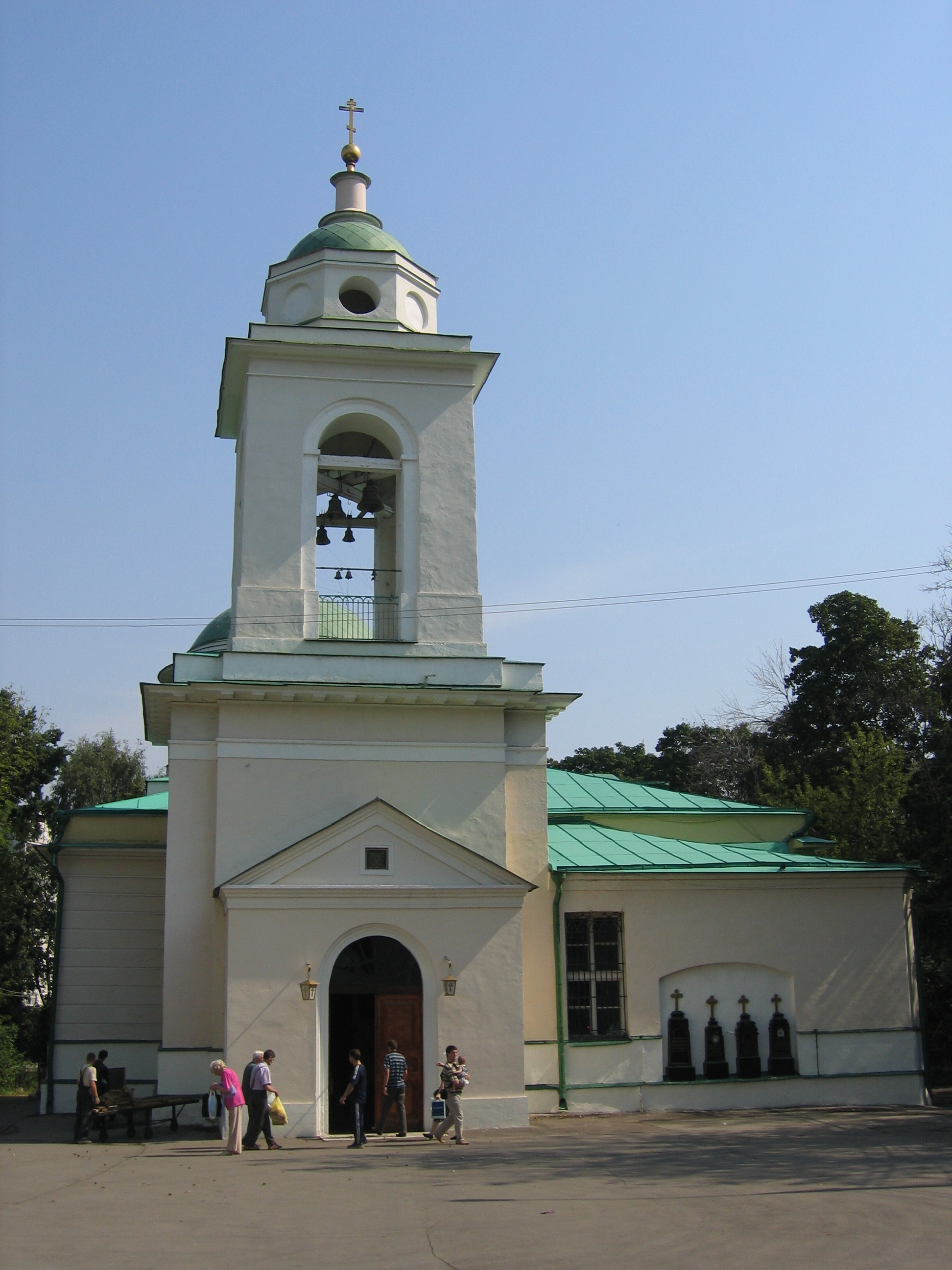
Храм Сошествия Духа Святого на Даниловском кладбище
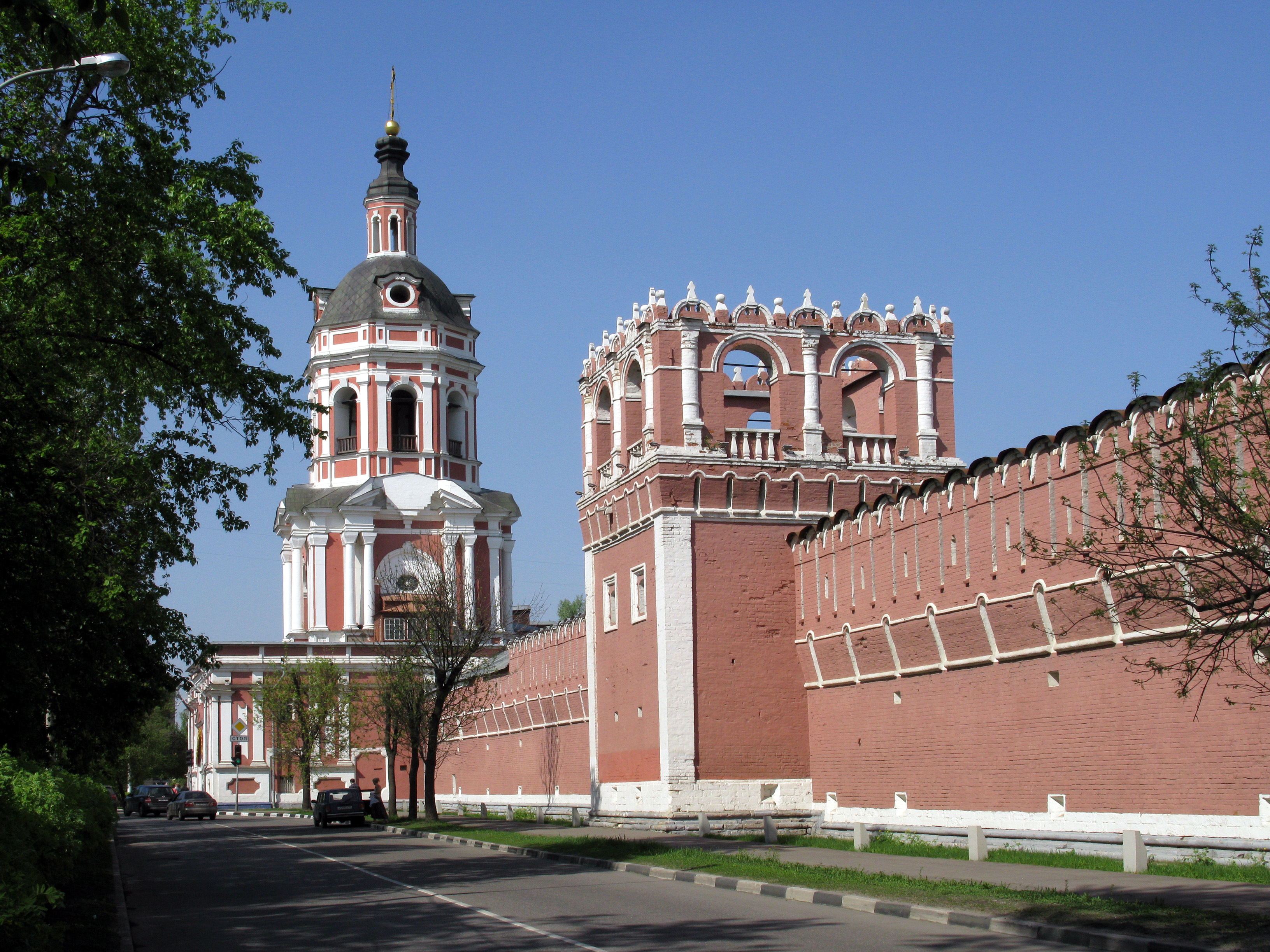
Донской монастырь
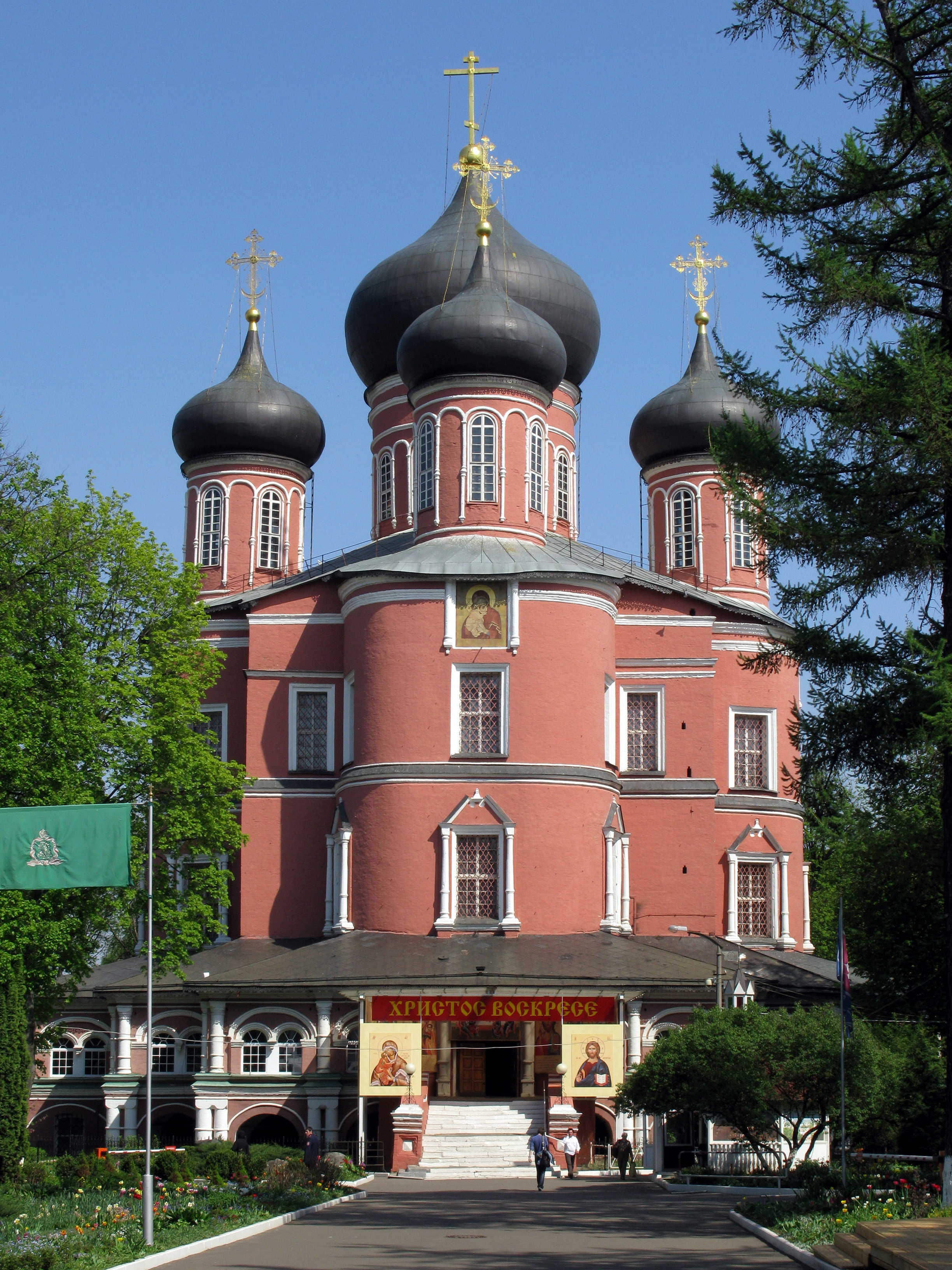
Большой собор Донского монастыря

## Достопримечательности
На пересечении улицы Орджоникидзе и 2-го Донского проезда находится дом-коммуна архитектора Николаева — известный памятник архитектуры конструктивизма, студенческое общежитие, в проекте которого ярко воплощена концепция домов-коммун. Дом-коммуна, построенный в 1929—1930 годах, является памятником архитектуры регионального значения.